# Ljungsarp
Ljungsarp is een plaats in de gemeente Tranemo in het landschap Västergötland en de provincie Västra Götalands län in Zweden. De plaats heeft 215 inwoners (2005) en een oppervlakte van 41 hectare.